# Левин, Леонид Анатольевич
Леони́д Анато́льевич Ле́вин (род. 2 ноября 1948, Днепропетровск) — советский и американский математик, специалист в области теории вычислительной сложности. Профессор информатики в Бостонском университете.
Член Национальной академии наук США (2019).

## Биография
Родился 2 ноября 1948 года в Днепропетровске. В 1970 году окончил Московский государственный университет, после чего работал там же на должности научного сотрудника под научным руководством Андрея Колмогорова. В 1971 году представил кандидатскую диссертацию, выполнив все формальные требования по её предварительному апробированию, диссертация была одобрена Колмогоровым, всеми оппонентами и головной организацией, однако учёная степень Левину присуждена не была. Формальной причиной для этого послужила «неопределённость политического облика» соискателя, что, в совокупности с последующими притеснениями в научных кругах, послужили одной из причин для эмиграции.
В 1972—1973 годах работал в Институте проблем передачи информации АН СССР, а с 1973 по 1977 годы — во Всесоюзном научно-исследовательском институте комплексной автоматизации нефтяной и газовой промышленности (ВНИИКАНефтегаз) на должности старшего научного сотрудника.
В 1978 году эмигрировал в США. В 1979 году получил диплом доктора философии по математике в Массачусетском технологическом институте. С 1980 года работает и преподаёт в Бостонском университете. В 2014 году избран членом Американской академии искусств и наук.
Основные результаты — в области теории вероятностей в применении к информатике, теории сложности вычислений.
Независимо от Стивена Кука доказал в 1971 году теорему Кука — Левина, благодаря которой была сформулирована проблема равенства классов P и NP, ставшая одной из задач тысячелетия. Работа была опубликована только в 1973 году, но была доложена на конференциях, что позже позволило установить приоритет Левина.

## Награды
- 2004 — Медаль Колмогорова (Лондонский университет)[10]
- 2010 — Премия Гумбольдта[11]
- 2012 — Премия Кнута[12][13]